# Livro de Ezequiel
Ezequiel é um dos livros proféticos do Antigo testamento da Bíblia, vem depois do Livro das Lamentações e antes do Livro de Daniel. Possui 48 capítulos.
Ezequiel, era um sacerdote que foi chamado para profetizar durante o Exílio do povo judeu na Babilônia, tendo exercido sua atividade entre os anos 593 a 571 AC. Diz-se que fundou uma escola de profetas e que ensinava a Lei à beira do Rio Quebar, que corta a cidade de Babilônia.
São curiosas as visões que o profeta teve sobre a glória de Deus e os sinais que aconteceram em sua própria vida demonstrando que as ações de Deus são fortes e marcantes. Ezequiel perdeu a sua esposa como sinal da queda de Jerusalém.
A comunidade, em meio à qual ele vivia, acreditava que em breve tudo voltaria a ser como antes, para seus contemporâneos o projeto de Deus era mero sistema que lhe dava segurança. Ezequiel, no entanto, sabe que o sistema passado estava agonizando de maneira irrecuperável, pois Jerusalém seria destruída.
Segundo ele, a sociedade sofria de doença crônica e incurável, pois havia abandonado o projeto de Javé em troca de uma vida luxuosa e fascinante. Por isso, Ezequiel vê o próprio Deus deixando o Templo (11:22-24) e largando os rebeldes ao bel-prazer dos amantes.
Isso era causa de sofrimento para o profeta, mas não de desânimo e desespero. Para ele, o futuro seria de ressurreição (caps. 36-37) e novidade radical. Com sua linguagem simbólica, Ezequiel indicava os passos para a construção do mundo novo:

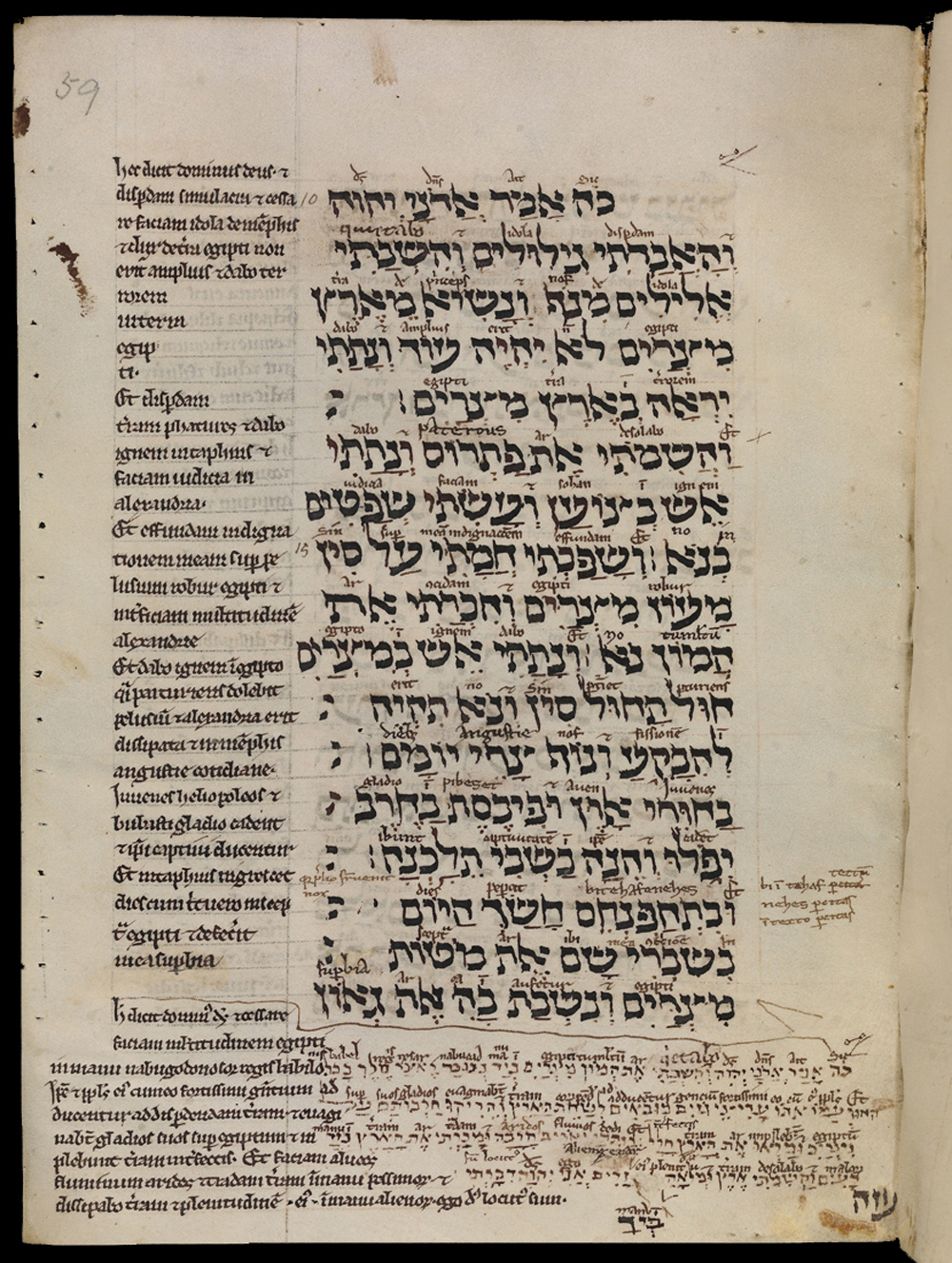
Manuscrito inglês do século XIII do Livro de Ezequiel. O conteúdo é Ezequiel 30:13-18. O texto em hebraico está escrito da esquerda para a direita, como no latim. Foi organizado combinando latim e hebraico - usado para estudo de eruditos cristãos

- Assumir a responsabilidade pelo fracasso histórico de um sistema que se corrompeu completamente, provocando a ruína de toda a nação.
- Compreender que a simples reforma de um sistema corrompido não gera nenhuma sociedade nova; apenas reanima o velho sistema que, cedo ou tarde, acabará sempre nos mesmos vícios.
- Converter-se a Javé, assumindo o seu projeto; e, a partir daí, construir uma sociedade justa e fraterna, voltada para a liberdade e a vida.

Com esse programa profético, vislumbrava-se um futuro novo: Deus voltaria para o meio de seu povo (43:1-7), provocando o surgimento de uma sociedade radicalmente nova. Aí, todos poderão participar igualmente dos bens e decisões que constroem a relação social a partir da justiça. Desse modo, todos poderão reconhecer que, a partir desse dia, o nome da cidade será: Javé está aí (48:35).
A doutrina deste profeta tem, por núcleo, a renovação interior: é preciso criar, para si, um coração novo e um espírito novo (18:31); ou ainda, o próprio Deus dará "outro" coração, um coração "novo", e infundirá, no homem, um espírito "novo" (11:19; 36:26).

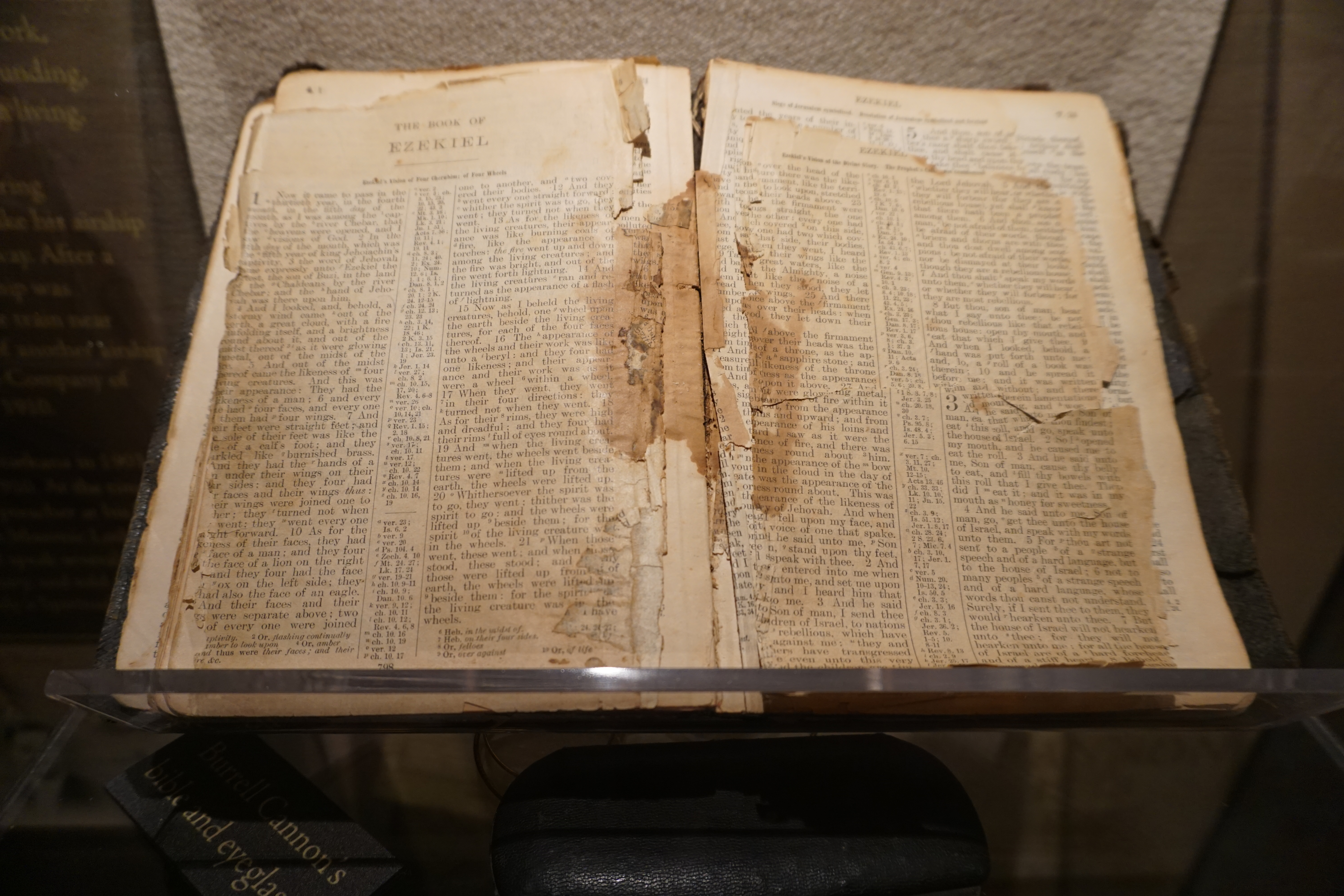
Exibição do Livro de Ezequiel na mostra do Dirigível Ezequiel (Ezekiel Airship) no Centro e Museu do Patrimônio Rural do Nordeste do Texas em Pittsburg, no Texas, nos Estados Unidos

Ezequiel dá origem à corrente apocalíptica, suas grandiosas visões antecipam as de Daniel e as do autor de Apocalipse.

## Plano da Obra
- Introdução (relato da vocação do profeta): caps. 1 a 3:21;[6]
- Censuras e advertências antes do cerco de Jerusalém: caps. 3:22 a 24;
- Oráculos contra as nações: caps. 25 a 32;
- Mensagens de consolação: caps. 33 a 39;
- Visão do fim do Exílio na Babilônia (caps. 40 a 48)[7]

## Autoria
Há indícios de que a obra é fruto do trabalho de discípulos que trabalharam a partir de escritos ou recordações, combinando-os e completando-os.